# Isabella (sång)
Isabella (Bicykel gjord för två) är en populär sång ursprungligen från sent 1800-tal, baserad på en engelsk music hall-visa betitlad Daisy Bell (Daisy, Daisy) av Harry Dacre. Den svenska texten skrevs av Alma Rek. 
1929 spelades visan in av Gösta Ekman och visan blev en schlager i denna version. 1930 spelade Ekman in sången på film, utklädd till Sigge Wulff. Resultatet blev en kortfilm som året därpå visades som förspel till långfilm på bio. Detta har lett till den vanliga missuppfattningen att Wulff hade sången på sin repertoar. Det är dock en omöjlighet – den skrevs 1892, och Wulff dog den 7 januari det året. Det är troligare att den svenska texten gjordes till Wulffs "efterföljare" Hilding Nihlén. 
Det engelska originalet Daisy Bell skrevs 1892 och blev populär som scenframträdande av Katie Lawrence. Dan W. Quinn var först ut med att göra en fonograminspelning, 1893. Sångtexten lär anspela på den brittiske kronprinsens älskarinna Daisy Greville.
|  |
|  |